# Градски стадион у Пожаревцу
Градски стадион др Михаило Андејевић Андрејка је фудбалски стадион у Пожаревцу. Познат је још и под надимком „Вашариште”. Изграђен је 1935, а реновиран 2009. године. Налази се у склопу Спортског центра Пожаревац, а на њему своје домаће утакмице играју ФК Млади радник 1926 и ЖФК Пожаревац.
Стадион је деценијама имао само једну трибину са кровом који се протезао преко неколико редова у централном делу. Након уласка ФК Млади радник у Суперлигу Србије 2009. године, урађена је реконструкција стадиона. Направљена је још једна трибина и постављене су столице на обе стране, проширујући капацитет стадиона на 3.500 места.
Дана 9. августа 2022. године, стадион је преименован у част Михајлу Андрејевићу.